# Französische Kirche (Bursa)

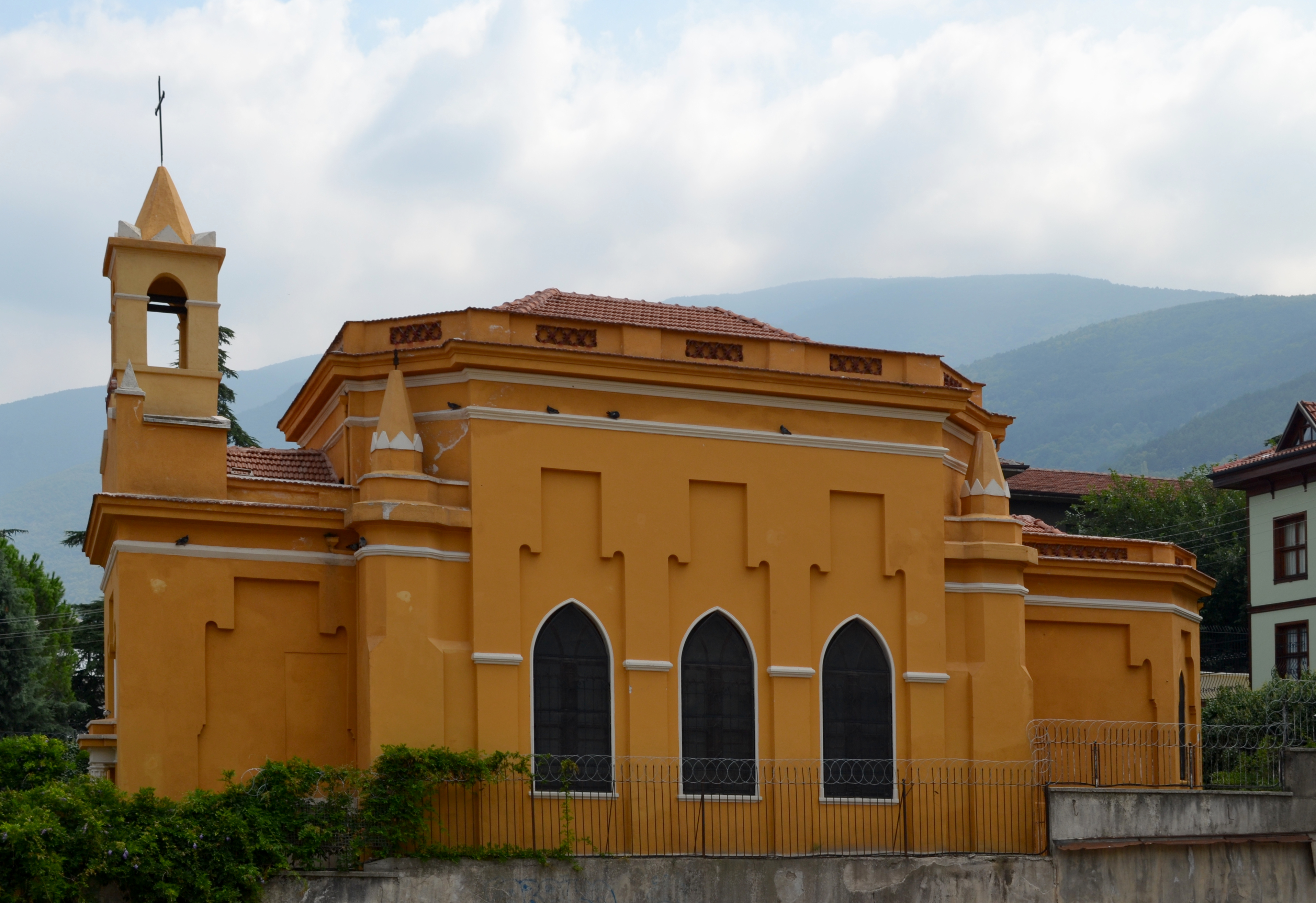
Französische Kirche in Bursa, Türkei. Aufgenommen im August 2019.

Die historische Französische Kirche (türkisch Fransız Kilisesi Kültür Evi oder Bursa Protestan Kilisesi) ist die letzte aktive Kirche der Stadt Bursa und wurde vor den 1880er Jahren von der levantinisch-christlichen Gemeinde der Stadt erbaut. 2016 wurde vom türkischen Staat die Räumung und Schließung der Kirche beschlossen.
Die protestantische Kirche befindet sich im historischen Stadtteil Osmangazi und wurde nach einem gotisch-neoklassizistischen Plan mit einem Schiff errichtet. Sie hat an der Außenwand Türme und im Hauptgebäude Spitzbogenfenster. Im Jahre 1960 wurde die Kirche schon einmal geschlossen sowie zeitweise als Lager genutzt. 2002 bis 2004 wurde die Kirche restauriert und den Christen Bursas für Gottesdienste zur Verfügung gestellt. Die Kirche wurde gleichzeitig von der deutschen, der katholischen und der orthodoxen Gemeinschaft der Stadt genutzt. Der protestantische Pfarrer der Kirche ist İsmail Kulaçoğlu.
Der Nutzungsvertrag für die Kirche lief 2015 aus, und die Staatliche Stiftungsdirektion (Vakıflar Genel Müdürlüğü), welche die Kirche verwaltet, verlangte von der Gemeinde, ein „Unternehmen“ zu gründen. Obwohl dies gemäß Kulaçoğlu erfolgt sei, sei 2016 telefonisch ohne Vorwarnung oder schriftliche Ankündigung vom Staat die Räumung der Kirche und die Übergabe gefordert worden.
Nach Aussage der Behörde soll die Kirche weiterhin der Gemeinde für Gottesdienste zur Verfügung stehen. Es gehe nicht um die Nutzung, sondern um Eigentumsfragen.